# ГЕС Ідуккі
ГЕС Ідуккі (Moolamattom) — гідроелектростанція на півдні Індії у штаті Керала. Використовує ресурс із сховища на річці Періяр, яка починається в Західних Гатах на кордоні штатів Тамілнад та Керала і впадає в Лаккадівське море дещо на північ від столиці останнього міста Кочі. Можливо відзначити, що вище по течії з Періяр вже здійснюється деривація для ГЕС Періяр, причому ресурс перекидається у сточище річки Vaigai, яка впадає до Полкської протоки на протилежному, східному узбережжі півострова Індостан).

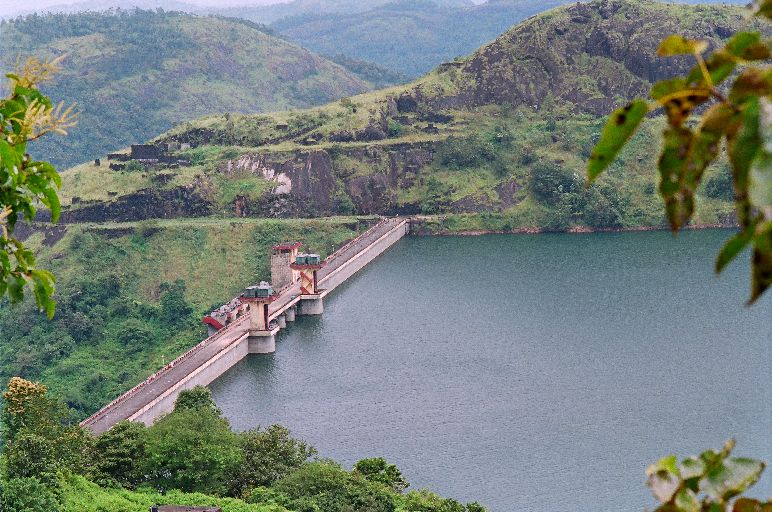
Гребля Cheruthoni

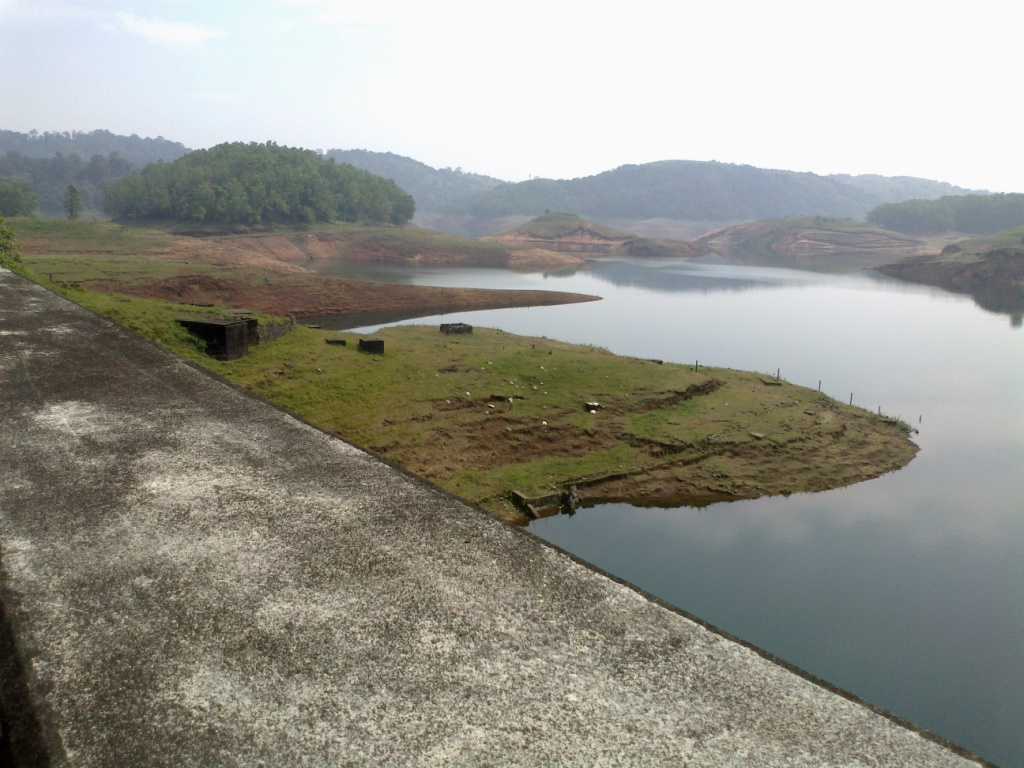
Вид з греблі Куламаву

В межах проекту створили водосховище, що витягнулось двома затоками по долинам Періяр (має на цій ділянці північний напрямок течії перед своїм поворотом на захід до моря) та її лівої притоки Cheruthoni. Для цього першу з них перекрили бетонною арковою греблею висотою 169 метрів та довжиною 366 метрів, на спорудження якої пішло 467 тис. м3 матеріалу. Західніше від неї долину Cheruthoni закрили бетонною гравітаційною спорудою висотою 138 метрів та довжиною 651 метр, що потребувала 1699 тис. м3 матеріалу. Крім того, ще далі на захід звели муровану греблю Куламаву висотою 100 метрів та довжиною 385 метрів, на яку витратили 453 тис. м3 матеріалу. Вона закрила сідловину на водорозділі між Cheruthoni та сточищем річки Idakkaipuzha, правої притоки Thodupuzha, котра в свою чергу є лівим витоком Муваттупужа. Остання дренує район на захід від середньої течії Періяр та за два десятки кілометрів на південний схід від Кочі впадає у лагуну Вембанад, відділену островом від Лаккадівського моря. Разом ці три греблі утримують водосховище з площею поверхні 61,6 км2, об'ємом 1996 млн м3 (корисний об'єм 1460 млн м3) та припустимим коливанням рівня поверхні в операційному режимі від 695 до 735 метрів НРМ.
У довколишньому районі відбувається збір додаткового ресурсу за допомогою зведених на південь, південний захід та схід від водосховища малих гребель:
- Azhutha (висота 14 метрів, довжина 72 метри), яка відводить ресурс зі струмка у правобережній частині сточища річки Памба (впадає до Лаккадівського моря південніше від лагуни Вембанад).
- Vazhikkadavu (висота 10 метрів, довжина 58 метрів), що розташована у верхів'ях Meenachil (тече між Памбою та Муваттапужею до тієї ж лагуни Вембанад);
- Кутіяр у верхів'ях Thodupuzha;
- Наракаканам, яка зведена в долині струмка, що впадає праворуч до Періяр невдовзі після греблі Ідуккі;
- Іраттіяр (висота 20 метрів, довжина 146 метрів), яка перекриває однойменну ліву притоку річки Каллар (сточище Чіннар, правої притоки Періяр);
- Каллар (висота 12 метрів, довжина 68 метрів), котра захоплює воду з тільки що згаданої річки на правобережжі Періяр.
Накопичений у сховищі ресурс подається на захід в долину Thodupuzha через дериваційний тунель довжиною 3,3 км. Машинний зал облаштували у підземному варіанті та обладнали шістьма гідроагрегатами потужністю по 130 МВт (перші три ввели в експлуатацію у 1976-му, а інші в середині наступного десятиліття). Встановлені тут турбіни типу Пелтон працюють при напорі у 660 метрів та забезпечують виробництво 2,4 млрд кВт-год електроенергії на рік.
Відпрацьована вода відводиться по тунелю довжиною 0,8 км у Thodupuzha. Таким чином, з Періяр здійснюється перекидання ресурсу вже у дві окремі річкові системи — згаданої вище Vaigai та Муваттупужі.